# Valoració (basquetbol)
La valoració al bàsquet és una fórmula estadística que és utilitzada per l'Eurolliga i l'Eurocup, així com per diverses lligues europees nacionals i regionals per mesurar el rendiment de jugadors i equips. És similar, però no exactament igual, a l'eficiència utilitzada a l'NBA.
Es calcula mitjançant la fórmula: 
```
(Punts + Rebots + Assistències + Pilotes robades + Taps + Faltes rebudes) - (Tirs de Camp Fallats + Tirs Lliures Fallats + Taps rebuts + Pèrdues + Faltes realitzades).
```

## Història
La valoració va ser creada el 1991 per la lliga ACB, que va començar a utilitzar-la per designar el MVP de la Setmana i de la lliga regular. L'any 2004, la Lliga ACB va canviar els criteris pels quals escull l'MVP de la lliga regular, però continua utilitzant aquest índex d'avaluació per determinar l'MVP de cada setmana de la competició.
A l'Eurolliga, aquest índex s'ha utilitzat per determinar l'MVP de diferents fases de la temporada, com l'MVP setmanal, l'MVP de la fase regular (o de grups), i l'MVP del Top 16. Des de la temporada 2004-05 l'elecció de l'MVP de l'EuroLeague ha passat a estar basat en un procés de votació. Aquest índex, tot i així, segueix sent usat per determinar els MVPs setmanals de l'Eurolliga i l'Eurocopa.

## Crítiques
La seva validesa ha estat criticada per part de lligues de bàsquet europees importants, a l'hora de comparar als jugadors i lliurar els premis MVP. Aquesta crítica es basa en el fet que no té en compte cap sistema de ponderació per determinar la importància de cada estadística individual. Això la diferencia de l'índex d'eficiència creat per John Hollinger, quan treballava a l'ESPN.